# Чирково (Усть-Кубинский район)
Чирково — деревня в Усть-Кубинском районе Вологодской области.

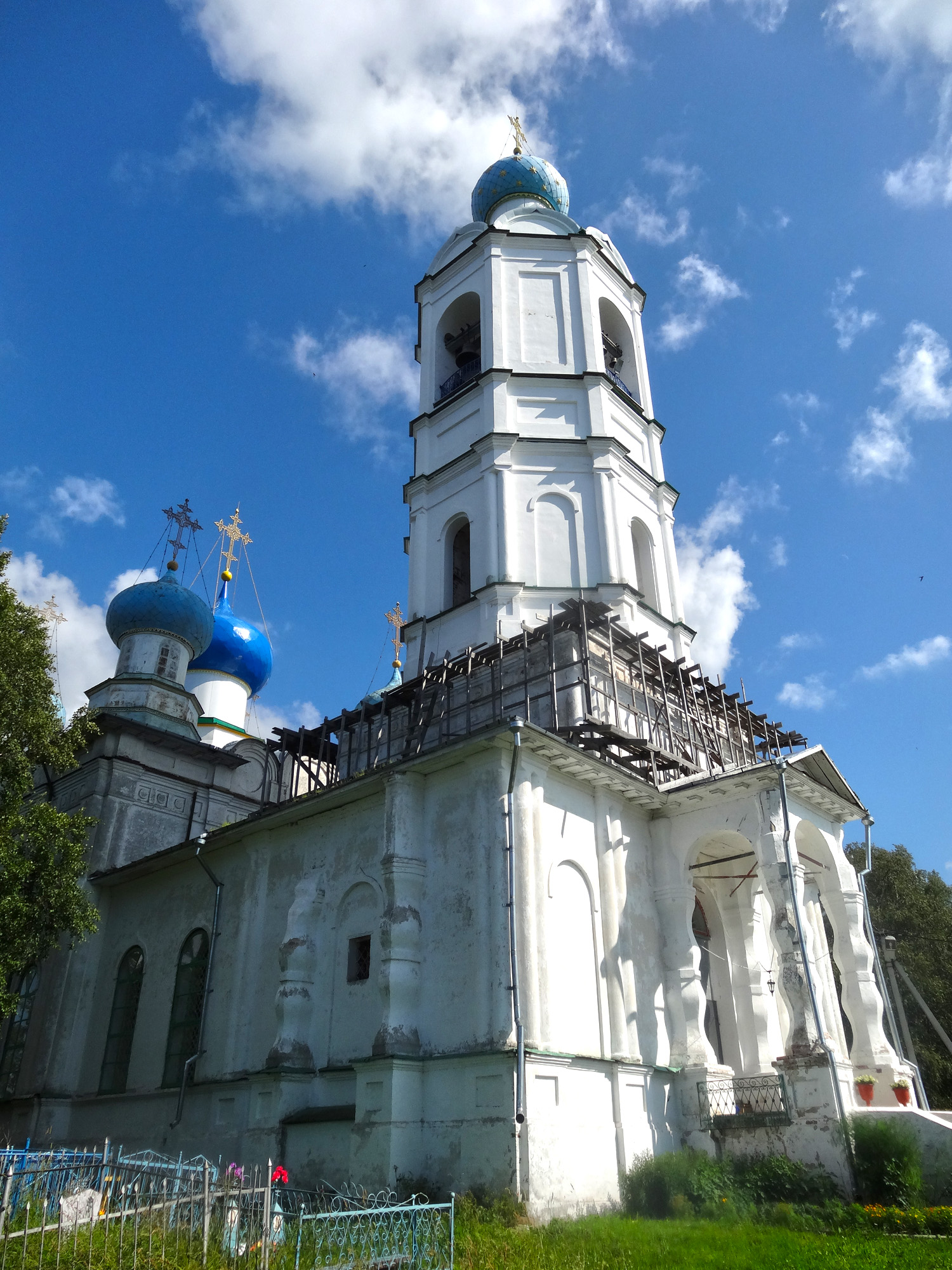
Церковь Афанасия Великого в Чирково

Входит в состав Высоковского сельского поселения (с 1 января 2006 года по 9 апреля 2009 года входила в Митенское сельское поселение), с точки зрения административно-территориального деления — в Митенский сельсовет.
Расстояние до районного центра Устья по автодороге — 11,5 км, до центра муниципального образования Высокого по прямой — 7 км. Ближайшие населённые пункты — Макарьино, Семеновское, Устье.
По переписи 2002 года население — 44 человека (16 мужчин, 28 женщин). Всё население — русские.